# Bengūīn
Bengūīn (persiska: بنگوین) är en ort i Iran.   Den ligger i provinsen Västazarbaijan, i den nordvästra delen av landet, 500 km väster om huvudstaden Teheran. Bengūīn ligger 1 739 meter över havet och antalet invånare är 164.
Terrängen runt Bengūīn är kuperad.Runt Bengūīn är det ganska tätbefolkat, med 60 invånare per kvadratkilometer. Närmaste större samhälle är Deh Bekr, 18,4 km norr om Bengūīn. Trakten runt Bengūīn består i huvudsak av gräsmarker.